# Otostigmus metallicus
Otostigmus metallicus är en mångfotingart som beskrevs av Haase 1887. Otostigmus metallicus ingår i släktet Otostigmus och familjen Scolopendridae. Inga underarter finns listade i Catalogue of Life.